# Франц Мірбах фон Рейнфельд
Франц Мірбах фон Рейнфелд (1818—1882) — крайовий президент Герцогства Буковина в період з 30 жовтня 1865 р. по 4 жовтня 1870 р.
У період його правління у 1867 р. були прийняті нові державні основні закони, що регламентували відносини між Австрією та Угорщиною в дуалістичній державі Австро-Угорщина. Також у 1868 р. були прийняті закони, що стосувалися важливих сторін громадського життя, зокрема вводилася обов'язкова шестирічна освіта, загальна військова повинність. Дозволялося створення міжконфесійних шкіл, були врегульовані питання міжконфесійних стосунків, зокрема змішаних шлюбів, зміни віри тощо.